# Ibajay
Ibajay ist eine philippinische Stadtgemeinde in der Provinz Aklan.

## Geografie
Ibajay liegt im nordwestlichen Teil der Provinz Aklan. Die Stadtgemeinde grenzt im Norden an die Sibuyan-See, im Süden an die Stadtgemeinden Magdalag, im Osten an die Stadtgemeinde Tangalan, Makato und Malinao, im Westen an die Stadtgemeinde Nabas und im Südwesten an die Provinz Antique.
Die Entfernung von der Provinzhauptstadt Kalibo beträgt 36 Kilometer. Um diese Strecke zurückzulegen, benötigt man auf der Straße etwa 45 Minuten bis eine Stunde. Das Straßennetz der Stadtgemeinde besteht unter anderem aus 16 Kilometer Nationalstraße.

## Geschichte

### Frühgeschichte
Die organisierte menschliche Besiedlung von Ibajay kann mindestens bis in das 16. Jahrhundert zurückgeführt werden. Die soziale Einheit der Bewohner der Philippinen zu dieser Zeit ist das Baranggay, vom Malaiischen Wort für Boot. In der lokalen Sprache wurde das Baranggay Sakup bezeichnet. Diese waren fast immer klein. Die meisten Dörfer bestanden nur aus 30 bis 100 Häusern und hatten 100 bis 500 Einwohner.
Menschen wanderten entlang von Wasser. Pfade folgten Bächen und Flüssen, es gab keine Straßen und keine Fahrzeuge. Die Häuser wurden aus Material gebaut, das in der Nähe in Natur vorhanden war. Flüsse spielten eine bedeutende Rolle für die Sakups, sie waren der Hauptquell für Wasser zum Waschen, Baden, Trinken und für die Landwirtschaft. Das Wasser war Quell des Lebens, daher siedelte die erste Gemeinde in Ibajay im Sitio (Siedlung) Boboc-on im Baranggay Naile, welches am Zusammenfluss der Flüsse Ibajay und Panakuyan liegt.
Drei Häuptlinge regierten über die Bewohner von Ibajay, ihre Namen waren Hangoe, Sandok und Kabatak.
Jeder Bewohner hatte Teilhabe an allem Besitztum und den Produktionsmitteln. Das Land war in der Regel in Gemeinbesitz.
Die meisten Sakups liegen in der Nähe der Küste und in der Nähe von Schluchten. Die bedeutendste Eiweißquelle war Fisch aus den Flüssen und Seen. Schweinefleisch, Huhn, und Karabaofleisch nur wurde bei Ritualen und Festen verzehrt. Reis war das Hauptnahrungsmittel.
Reis wurde im Nassreisanbauverfahren angepflanzt. Dazu wurde ein Korb mit Reissamen für einige Zeit in den Fluss getaucht, bis die Reissamen quollen und keimten. Die Samen, die nicht gekeimt waren, wurden weggeworfen, die gekeimten Pflanzen wurden einzeln von Hand gepflanzt.
Neben Reis wurde auch Baumwolle angebaut, die von den Einwohnern selbst zu Stoffen gewebt wurden. Obstbäume, Gemüse und Wurzelfrüchte wurden in der Nähe der Häuser angepflanzt.

### Unter den Spaniern – „Panay Y Bayjay“
Die autonome Siedlung, die von den Spaniern auf Cebu errichtet wurde, konnte kaum mit genügend Nahrung versorgt werden, deshalb verlegte Miguel López de Legazpi im Jahre 1569 die Siedlung von Cebu auf die Insel Panay. Beabsichtigend die Insel nach Gewürzen und Nahrung zu erkunden, befahl Legazpi einigen seiner Männer weiter in die Insel vorzudringen, bis ihnen das Brot ausging. Müde und hungrig besorgten sich die Spanier etwas zu essen von den Einheimischen. Zu ihrer Überraschung wurde ihnen ein Behälter voll mit braunem Reis angeboten. Auf die Frage der Spanier, welche Art von Reis das sei, antworteten die Einheimischen freundlich „ba-hay“, was so viel bedeutet, wie „drittklassiger Reis“. In Anerkennung der Großzügigkeit der Einheimischen, nannten sie den Platz „Panay y bahay“. Das Wort Ibajay wurde ursprünglich mit dem Buchstaben „Y“ am Anfang geschrieben. Erst 1902 wurde von den Amerikanern, die Schreibweise von Ybajay in Ibajay abgeändert, wegen der Schwierigkeit der Amerikaner das Wort zu buchstabieren, und weil die englische Schreibweise bevorzugt wurde. Der erste Verwaltungssitz der spanischen Autorität wurde im 17. Jahrhundert in Boboc-on im Baranggay Naile eingerichtet. Das Verwaltungssystem, das von den Spaniern eingerichtet wurde, war das der Encomienda. Die Encomienderos regierten das Land im Auftrag des Königs von Spanien. Der König von Spanien benannte einen Encomiendero als Aufseher, ihm untergeordnet waren Governadorcillos, Gabezo Mayores und Cabezas de Barangay.
Während der frühen Zeit der spanischen Dominion, war das Baranggay die Grundstruktur der Verwaltung von Ibajay. Die Häuptlinge sammelten den Tribut von ihren sinakan (Leuten) und reichten diesen an die Encomienderos weiter. Später jedoch wurde das Verwaltungssystem der Baranggays wieder in die Struktur der Sakups umgeändert. Jedes Sakup musste einen Governadorcillo wählen. Diese wurden von bestimmten verheirateten Männern Principales genannt, gewählt. Der Kandidat musste von der Gemeinschaft oder dem Encomiendero vorgeschlagen und nominiert werden.
In den Augen der Einheimischen war der Dorfchef ein Führer für die Verwaltungsangelegenheiten der Dörfer. Er war kein absoluter Herrscher wie diejenigen, die von den Spaniern eingesetzt wurden. Traditionelle Sitten und Vorgänge begrenzten seinen Autoritätsrahmen.
Obwohl seine Position vererblich geworden war, wurde seine Position ursprünglich durch zur Schau stellens größerer Leistungsfähigkeit und Wagemuts erreicht, Eigenschaften die nützlich für das Überleben der Gemeinschaft waren.
Bestürzt von der ausbeuterischen Natur des Regierungssystems und ihrem Widerwillen die spanische Herrschaft zu akzeptieren, flohen die Häuptlinge Hangoe, Sandok und Kabatak in die Berge von Panay. Die spanische Kolonisation konnte jedoch nicht verhindert werden.
Der erste Einheimische, welcher 1673 von den Principales im Sitio Boboc-on in das Amt des Governadorcillo gewählt wurde, war Don Francisco Dalisay.
Aufgrund von häufigen Piratenüberfällen von Moslems aus Mindanao wurde 1786 unter Governadorcillo Juan Sabino der Verwaltungssitz in das Sitio Maganhup verlegt. Maganhup liegt zwischen den Baranggays Naile und San Jose und ist heute nicht mehr bewohnt. Der neue Verwaltungssitz stellte sich als nicht sicher vor weiteren Überfällen heraus. Darüber hinaus war der Platz ungünstig, da er weit entfernt von den Feldern, die die Bewohner bewirtschafteten, lag. Deshalb wurde 1792 unter Governador Jose Garcia der Verwaltungssitz erneut verlegt, diesmal in das Sitio Adiango, heute ein Teil des Baranggays Laguinbanua, er blieb dort jedoch nur elf Jahre. Capitan Josef Flores verlegte den Verwaltungssitz an seinen heutigen Platz. Aufgrund eines Dekrets des Governadors der Philippinischen Inseln, wurden befestigte Wachtürme entlang der Küste errichtet, um Schutz und Warnmöglichkeiten vor Piraten zu bieten. Eine Kirche wurde ebenfalls gebaut.

### Philippinische Revolution und die Zeit bis zum Zweiten Weltkrieg
Die Philippinische Revolution begann im späten 19. Jahrhundert. Die Tagalog Insurrectos und der Führung von General Ananias Diokno schlugen und vertrieben die Spanier, welche sich hinter den Mauern des Katholischen Konvents in Poblacion zurückgezogen hatten.
Die philippinische Flagge wurde erstmals 1879 auf dem öffentlichen Platz der Ortschaft gehisst. Don Ciriaco Tirol y Seneres war bis 1898 Capitan Municipal, im folgenden Jahr unter der Revolutionsregierung von General Emilio Aguinaldo, wurde Don Antonio Manikan zum Capitan Municipal gewählt. Diese Position hatte er bis 1901 inne. 1902 reorganisierten die Amerikaner die lokale Regierung von Ibajay. Die Bezeichnung Capitan Municipal wurde in Municipal President (Gemeindepräsident) geändert. Ebenfalls in diesem Jahr wurde der Name von Yibjay in Ibajay geändert.
Der erste gewählte Gemeindepräsident war Don Valintin Cunanan. Während seiner Amtszeit brach eine Cholera-Epidemie aus. Ihr fielen viele Menschen zu Opfer. In der folge wurde ein neuer Friedhof in der Nähe des katholischen Friedhofs eröffnet. Er ist heute als Ibajay Gemeindefriedhof bekannt.
1921 wurde Catalino Solidum Gemeindepräsident, blieb dies jedoch nur ein Jahr. Sein Nachfolger war Moises T. Solidum, er blieb bis 1925 im Amt. Tomas Bautista war von 1926 bis 1928 Bürgermeister, Jose S. Cuanan von 1937 bis 1940.
Im Jahre 1941 wurde Dr. Jose C. Miraflores Bürgermeister und blieb dies bis zum Ausbruch des Zweiten Weltkriegs.
Ibajay wurde in dieser Zeit von japanischen Truppen völlig zerstört. Viele schlossen sich der Widerstandsbewegung an, Frauen von Ibajay gründeten die Ibajay Ladies Auxialliary War Relief Association um Geldmittel für die Widerstandsbewegung zu sammeln und um die moralische Unterstützung der Widerstandsbewegung zu erhöhen. Die erste Zivilverwaltung wurde unter Bürgermeister Guillermo de los Reyes eingerichtet, sein Nachfolger im Jahre 1946 war Moises T. Solidum.

### Bevölkerungsstruktur
Die Stadtgemeinde hat 39.643 Einwohner mit einer jährlichen Wachstumsrate der Einwohnerzahl von 0,03 %. Die Gesamtzahl der Haushalte beträgt 7918, die durchschnittliche Haushaltsgröße ist 5.

## Politik

### Liste der Bürgermeister
- Gavino C. Solidum (1946–1950)
- Napoleon Mijares (1952–1956)
- Maximo S. Masangcay (1957–1959)
- Francisco Salido (1960–1963)
- Roberto Q Garcia (1964–1967)
- Fidel G Candari (1968–1971)
- Florante M Ascano (1971–1987)
- Florencio T Miraflores (1988–1995)
- Pedro M Garcia (1995–2000)
- Roberto M Garcia Jr (2000 – heute)

## Wirtschaft und Infrastruktur
Die Haupteinnahmequelle ist der Reisanbau. Kokosnussprodukte spielen eine große Rolle für den Export und die Weiterverarbeitung. Es gibt 12 stationäre Reismühlen und 21 mobile Reismühlen. Es gibt 25 registrierte Kooperativen, die meisten sind landwirtschaftliche Mehrzweckkooperativen. Gemüseproduktion und Viehproduktion nur für den Eigenbedarf von Bedeutung. Fischerei und Fischproduktion in Fischteichen ist in den Baranggays entlang der Küste von Bedeutung. Das Handels- und Geschäftszentrum ist der Ibajay Public Market in der Hauptsiedlung. Es gibt drei Baranggaymärkte in den Baranggays Naile, Maloco und San Jose.
Die Cooperative Rural Bank of Aklan-Ibajay und die Ibajay Rural Bank, Inc. bieten die nötigen Finanzdienstleistungen für den Handel und die Landwirtschaft an.

### Bildung
Es gibt 17 Elementarschulen, 14 Primärschulen, 4 National Highschools und die Aklan State University, als tertiäre Bildungseinrichtung.

### Öffentliche Einrichtungen
Kommunikationsdienstleistungen und Postservice werden von der Philippine Postal Corporation, Inc. und dem Bureau of Telecommunications angeboten.
Öffentliche Fernsprechämter, mit der Möglichkeit Ferngespräche und Innlandsgespräche zu führen, werden von der PLDT, der CRUZTELCO und der PANTELCO angeboten
Kabelfernsehen wird von den Unternehmen Aklan Cable TV und Kalibo Cable TV angeboten.
Elektrizität wird von der Aklan Electric Cooperative bereitgestellt, sie beliefert 3862 Haushalte mit Elektrizität. Daneben hat das Baranggay Malindong einen eigenen Generator gekauft und liefert damit Strom an seine Bewohner. Die Baranggays Aparicio und Mina-a betreiben seit kurzem ein Kleinwasserkraftwerk.

### Gesundheit
Das Ibajay District Hospital, 11 Baranggay Health Station, Barangay Health Workers, und Barangay Nutrition Scholars bieten Gesundheitsdienste.

### Erholung und Tourismus
Strände bieten die Möglichkeit für Picknick und zum Schwimmen. Der Nationalpark Campo Verde im Baranggay Regador bietet die Möglichkeit für Trekkingtouren.

## Baranggays
Ibajay ist politisch unterteilt in 35 Baranggays.
| - Agbago - Agdugayan - Antipolo - Aparicio - Aquino - Aslum - Bagacay - Batuan - Buenavista - Bugtongbato - Cabugao - Capilijan | - Colongcolong - Laguinbanua - Mabusao - Malindog - Maloco - Mina-a - Monlaque - Naile - Naisud - Naligusan - Ondoy - Poblacion | - Polo - Regador - Rivera - Rizal - San Isidro - San Jose - Santa Cruz - Tagbaya - Tul-ang - Unat - Yawan |